# Remain in Light
Az 1980-as Remain in Light a Talking Heads negyedik nagylemeze. A munkálatok a Bahamákon és az Egyesült Államokban zajlottak. A Billboard 200-on a 19. helyig jutott, a brit albumlistán 21. lett. Amerikában és Kanadában aranylemez lett.
Az együttes az afrikai zenével kísérletezett, rögzítette az instrumentális dalokat. A dalszövegek írása lelassította a munkálatokat, Byrne Afrikáról szóló írásokból merített inspirációt. A promóciós koncertekre az együttes kilenctagúvá bővült.
A kritikusok széles körben elismerték a lemezt, több válogatáslistán szerepelt. Gyakran a Talking Head mesterművének tartják. Szerepel az 1001 lemez, amit hallanod kell, mielőtt meghalsz című könyvben.

## Az album dalai
| 1. | Born Under Punches (The Heat Goes On) | Talking Heads, Brian Eno | 5:49 |
| 2. | Crosseyed and Painless                | Talking Heads, Eno       | 4:48 |
| 3. | The Great Curve                       | Talking Heads, Eno       | 6:28 |

| 1. | Once in a Lifetime | Talking Heads, Eno | 4:23 |
| 2. | Houses in Motion   | Talking Heads, Eno | 4:33 |
| 3. | Seen and Not Seen  | Talking Heads, Eno | 3:25 |
| 4. | Listening Wind     | Talking Heads, Eno | 4:43 |
| 5. | The Overload       | Talking Heads, Eno | 6:01 |

## Közreműködők

### Talking Heads
- David Byrne – ének, gitár, basszusgitár, billentyűk, ütőhangszerek, vokális hangszerelés
- Jerry Harrison – gitár, billentyűk, háttérvokál
- Tina Weymouth – basszusgitár, billentyűk, ütőhangszerek, háttérvokál
- Chris Frantz – dob, ütőhangszerek, billentyűk, háttérvokál

### További zenészek
- Brian Eno – basszusgitár, billentyűk, ütőhangszerek, háttérvokál, vokális hangszerelés
- Nona Hendryx – háttérvokál
- Adrian Belew – gitár
- Robert Palmer – ütőhangszerek
- Jose Rossy – ütőhangszerek
- Jon Hassell – trombita, kürt

### Produkció
- Brian Eno – producer, keverés
- Dave Jerden – hangmérnök, keverés
- John Potoker – hangmérnök, keverés
- Rhett Davies – hangmérnök
- Jack Nuber – hangmérnök
- Steven Stanley – hangmérnök
- Kendall Stubbs – hangmérnök
- David Byrne – keverés
- Greg Calbi – mastering

### Design
- Tina Weymouth – borító
- Chris Frantz – borító
- Walter Bender – borító (asszisztens)
- Scott Fisher – borító (asszisztens)
- Tibor Kalman – művészi munka
- Carol Bokuniewicz – művészi munka
- MIT Architecture Machine Group – számítógépes munkák

## Fordítás
Ez a szócikk részben vagy egészben a Remain in Light című angol Wikipédia-szócikk ezen változatának fordításán alapul.  Az eredeti cikk szerkesztőit annak laptörténete sorolja fel. Ez a jelzés csupán a megfogalmazás eredetét és a szerzői jogokat jelzi, nem szolgál a cikkben szereplő információk forrásmegjelöléseként.